# Charlotte Bankes
Charlotte Bankes (ur. 10 czerwca 1995 w Hemel Hempstead) – brytyjska snowboardzistka, specjalizująca się w snowcrossie, mistrzyni oraz wicemistrzyni świata. W przeszłości reprezentowała również Francję.

## Kariera
Po raz pierwszy na arenie międzynarodowej pojawiła się 18 grudnia 2010 roku w Cortina d’Ampezzo, gdzie w zawodach Pucharu Europy zajęła czwarte miejsce w snowcrossie. W 2012 roku wywalczyła srebrny medal podczas mistrzostw świata juniorów w Sierra Nevada. Zdobyła także złote medale na mistrzostwach świata juniorów w Valmalenco w 2014 roku i rozgrywanych rok później mistrzostwach świata juniorów w Yabuli. W zawodach Pucharu Świata zadebiutowała 7 grudnia 2013 roku w Montafon, zajmując dziewiąte miejsce. Tym samym już w swoim debiucie wywalczyła pierwsze pucharowe punkty. Pierwszy raz na podium zawodów tego cyklu stanęła 21 marca 2015 roku w La Molinie, zwyciężając w snowcrossie. W zawodach tych wyprzedziła Francuzkę Nelly Moenne-Loccoz i Lindsey Jacobellis z USA. Najlepsze wyniki w Pucharze Świata osiągnęła w sezonie 2017/2018 i 2018/2019, kiedy to zajęła czwarte miejsce w klasyfikacji snowcrossu.
W 2017 roku wspólnie z Manon Petit wywalczyła srebrny medal w snowcrossie drużynowym podczas mistrzostw świata w Sierra Nevada. Była też między innymi ósma indywidualnie na rozgrywanych dwa lata wcześniej mistrzostwach świata w Kreischbergu. W 2014 roku wystąpiła na igrzyskach olimpijskich w Soczi, zajmując 17. miejsce. Podczas igrzysk w Pjongczangu w 2018 roku rywalizację ukończyła na siódmej pozycji.
Na mistrzostwach świata 2019, tym razem w barwach Wielkiej Brytanii wywalczyła indywidualnie srebrny medal, ulegając jedynie Czeszce Evie Samkovej. Dwa lata później, na zawodach rozgrywanych w Idre Fjäll została mistrzynią świata.

## Osiągnięcia

### Igrzyska olimpijskie
| Miejsce | Dzień     | Rok  | Miejscowość | Konkurencja | Zwyciężczyni   |
| ------- | --------- | ---- | ----------- | ----------- | -------------- |
| 17.     | 16 lutego | 2014 | Soczi       | Snowcross   | Eva Samková    |
| 7.      | 16 lutego | 2018 | Pjongczang  | Snowcross   | Michela Moioli |

### Mistrzostwa świata
| Miejsce | Dzień       | Rok  | Miejscowość   | Konkurencja         | Zwyciężczyni       |
| ------- | ----------- | ---- | ------------- | ------------------- | ------------------ |
| 8.      | 16 stycznia | 2015 | Kreischberg   | Snowcross           | Lindsey Jacobellis |
| 21.     | 12 marca    | 2017 | Sierra Nevada | Snowcross           | Lindsey Jacobellis |
| 2.      | 13 marca    | 2017 | Sierra Nevada | Snowcross drużynowy | Francja            |
| 2.      | 1 lutego    | 2019 | Solitude      | Snowcross           | Eva Samková        |
| 1.      | 11 lutego   | 2021 | Idre Fjäll    | Snowcross           | –                  |

### Puchar Świata

#### Miejsca w klasyfikacji snowcrossu
- sezon 2013/2014: 8.
- sezon 2014/2015: 7.
- sezon 2016/2017: 6.
- sezon 2017/2018: 4.
- sezon 2018/2019: 4.
- sezon 2019/2020: 9.
- sezon 2020/2021: 5.
- sezon 2021/2022:

#### Miejsca na podium w zawodach
1. La Molina – 21 marca 2015 (snowcross) – 1. miejsce
2. Veysonnaz – 25 marca 2017 (snowcross) – 1. miejsce
3. Bansko – 27 stycznia 2018 (snowcross) – 1. miejsce
4. Feldberg – 4 lutego 2018 (snowcross) – 2. miejsce
5. La Molina – 3 marca 2018 (snowcross) – 3. miejsce
6. Cervinia – 21 grudnia 2018 (snowcross) – 3. miejsce
7. Bakuriani – 5 marca 2021 (snowcross) – 1. miejsce
8. Veysonnaz – 20 marca 2021 (snowcross) – 3. miejsce
9. Secret Garden – 28 listopada 2021 (snowcross) – 2. miejsce
10. Montafon – 10 grudnia 2021 (snowcross) – 1. miejsce